# Wehrkreis XXI
Het Wehrkreis XXI (Posen)  (vrije vertaling: 21e militaire district (Posen)) was een territoriaal militaire bestuurlijke eenheid tijdens 
het nationaalsocialistische Duitse Rijk. Het bestond vanaf 1939 tot 1945.
Het Wehrkreis XXI was verantwoordelijk voor de militaire veiligheid van het Wartheland. Het voorzag ook in de bevoorrading en training van delen van het leger van de Heer in het gebied.
Het gebied van het Wehrkreis XX was 44.000 vierkante kilometer, met een bevolking van 4.635.000. Het hoofdkwartier van het Wehrkreis XXI  was gevestigd in Poznań.
Het Wehrkreis XXI  had verschillende Wehrersatzbezirke (vrije vertaling: reserve militaire districten) Lissa, Hohensalza, Leslau , Kalisch en Litzmannstadt.

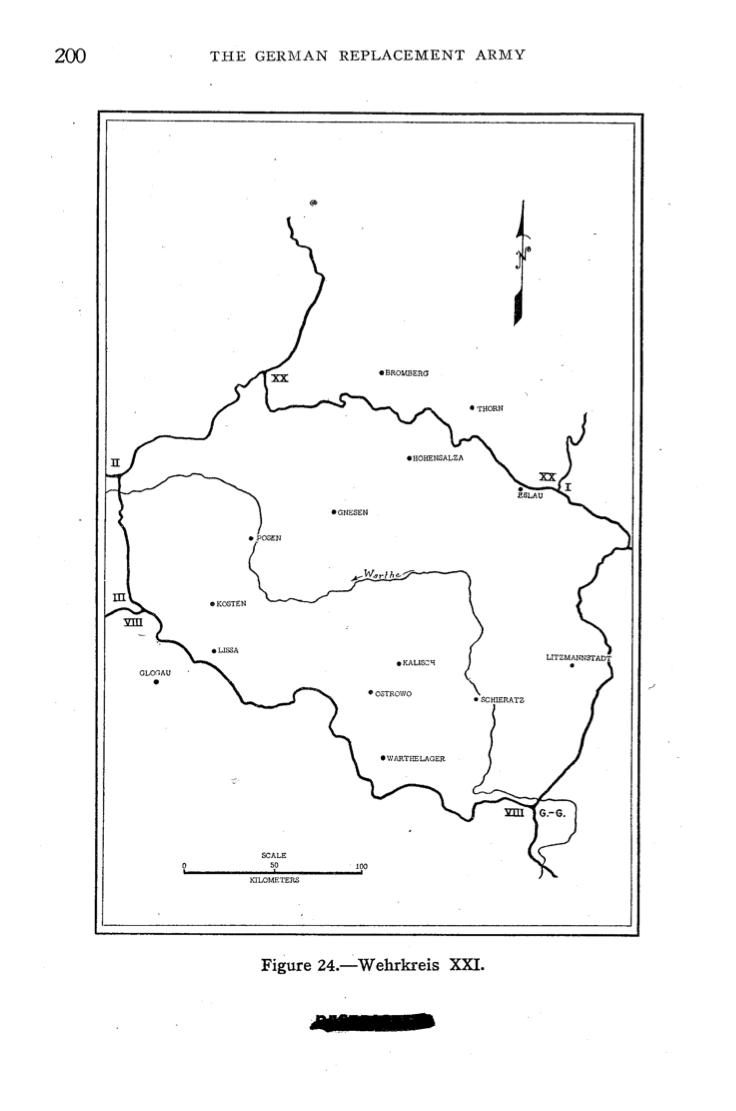
Kaart van het Wehrkreis XXI in 1944.

## Bevelhebbers[1]
| Rang                   | Naam          | Begin                                               | Eind                              | Opmerking |
| ---------------------- | ------------- | --------------------------------------------------- | --------------------------------- | --- |
| General der Artillerie | Walter Petzel | 23 oktober 1939 - 25 oktober 1939 - 26 oktober 1939 | 29 januari 1945 - 1 februari 1945 | Het Wehrkreis werd eind 1944/begin 1945 door het Russisch leger overlopen. Andere bron vermeldt: februari 1945. |

## Politieautoriteiten en SD-diensten
Höherer SS- und Polizeiführer (HSSPF): 
- Theodor Berkelmann (9 november 1943 - 27 december 1943[7])
- Heinz Reinefarth (1 oktober 1944 - 30 december 1944[8])

Befehlshaber der Ordnungspolizei (BdO):
- Hans Podzum (6 december 1943 - maart 1944[9])
- Walter Gudewill (maart 1944 - 1945[10][11])